# Grandi Opere Nord
Grandi Opere Nord è stata una collana editoriale di narrativa fantastica pubblicata in Italia da Editrice Nord dal 1976 al 1999 (con un'ultima pubblicazione isolata nel 2002), per un totale di 34 uscite.

## Storia
Fondata nel 1970 da Gianfranco Viviani, Editrice Nord fu la prima casa editrice italiana a specializzarsi in narrativa fantastica e a distribuire il proprio catalogo in libreria (anziché in edicola o per corrispondenza) e sin da subito diversificò la propria proposta di testi fra romanzi in volume singolo, predominanti nella collana Cosmo Argento, e volumi omnibus comprendenti più romanzi di un unico ciclo, proposti con una certa frequenza in Cosmo Oro e Fantacollana. Per ampliare ulteriormente questo portfolio, nel 1976 venne lanciata sul mercato anche la linea Grandi Opere Nord, che pubblicava a cadenza annuale (molto raramente semestrale) vaste antologie di opere brevi fantascientifiche, selezionate dai massimi esperti statunitensi: in particolare la collana tradusse in Italiano Avventure nel tempo e nello spazio, la primissima antologia di fantascienza mai pubblicata negli Stati Uniti, Alba del domani. La fantascienza prima degli 'Anni d'oro', una silloge di testi che Isaac Asimov riconosceva come fondativi dell'intero genere, la raccolta ufficiale curata da Asimov stesso di tutti i testi brevi insigniti del Premio Hugo dal 1955 al 1975, e la retrospettiva in due volumi in cui la società letteraria Science Fiction Writers of America riunì le migliori opere antecedenti all'istituzione del Premio Nebula. Va rilevato che quasi tutte queste traduzioni furono soggette a tagli o di opere duplicate fra le varie antologie, o di testi i cui diritti per l'Italia erano già stati acquisiti da altri editori.
A partire dal 1980 e fino al 1989 la collana smise di tradurre antologie estere e propose invece raccolte create ad hoc da Sandro Pergameno, il quale allestì sia un nuovo volume dei Premi Hugo (predisposto indipendentemente dall'edizione americana), sia sette selezioni monografiche imperniate su specifici sottogeneri o tropi della fantascienza, cui si aggiunse un'antologia di fantasy – tutte strutturate in modo da presentare testi stilisticamente vari e afferenti a epoche e scuole diverse. A cavallo fra 1988 e 1989, però, Pergameno lasciò la sua posizione e l'impianto delle Grandi Opere venne nuovamente rinnovato: da un lato ricominciò la traduzione di antologie statunitensi con la serie Sword & Sorceress curata da Marion Zimmer Bradley, una selezione di fantasy contemporaneo, e dall'altro alcuni numeri antologici "regolari" vennero affiancati da uscite speciali in cui si riunivano in volumi omnibus cicli di romanzi già pubblicati individualmente in altre collane Nord; occorse attendere il 1991 perché il successore di Pergameno, Piergiorgio Nicolazzini, riprendesse ad allestire sia le raccolte tematiche sia le edizioni commentate dei Premi Hugo. Dal 1991 in poi, in ogni caso, la collana operò a pieno regime fino alla sua chiusura nei primi anni Duemila, il periodo in cui Editrice Nord venne assorbita nel gruppo Longanesi; a quel punto scomparvero dal catalogo della casa editrice sia le antologie di fantascienza sia le ristampe di cicli, mentre la traduzione della serie Sword & Sorceress continuò per qualche anno entro la Fantacollana.
Tutte le uscite delle Grandi Opere Nord furono stampate in rilegatura cartonata con sovracopertina e foliazione di 21x14 cm, formato più cospicuo di quello adottato per le collane tascabili Cosmo e Fantacollana. Va inoltre rimarcato che sia la saga di Conan il Cimmero di Robert E. Howard sia quella del Mondo del Fiume di Philip José Farmer furono ristampate entro le Grandi Opere divise in due volumi, ma nel primo caso ogni raccolta venne numerata singolarmente, mentre nel secondo caso furono conteggiate come tomo primo e tomo secondo di un'unica uscita; di conseguenza la collana consiste di 35 volumi conteggiati come 34 uscite.

## Elenco delle uscite
| Numero | Autore                                                          | Titolo                                                    | Note | Anno           |
| ------ | --------------------------------------------------------------- | --------------------------------------------------------- | --- | -------------- |
| 1      | Isaac Asimov (curatore)                                         | Alba del domani. La fantascienza prima degli 'Anni d'oro' | Traduzione integrale dell'antologia Before the Golden Age (Doubleday, 1974), raccoglie otto romanzi brevi, diciassette racconti di fantascienza e un articolo divulgativo risalenti alla piena epoca pulp, fra 1930 e 1938, con apparati critici di Asimov. | Novembre 1976  |
| 2      | Ben Bova (curatore)                                             | I figli dello spazio                                      | Traduzione parziale dell'antologia The Science Fiction Hall of Fame, Volume Two (Doubleday, 1973), raccoglie sedici romanzi brevi (su ventidue) antecedenti al 1964 selezionati dalla società letteraria Science Fiction Writers of America. | Ottobre 1977   |
| 3      | Robert Silverberg (curatore)                                    | Sonde nel futuro                                          | Traduzione parziale dell'antologia The Science Fiction Hall of Fame, Volume One (Doubleday, 1970), raccoglie ventiquattro racconti (su ventisei) antecedenti al 1964 selezionati dalla società letteraria Science Fiction Writers of America. | Maggio 1978    |
| 4      | Isaac Asimov (curatore)                                         | I Premi Hugo 1955-1975                                    | Omnibus parziale delle antologie edite da Doubleday The Hugo Winners, Volume One (1955-1961), Volume Two (1962-1969) e Volume Three (1970-1975), raccoglie otto romanzi brevi e ventidue fra racconti lunghi e brevi insigniti del Premio Hugo fra 1955 e 1975. | Novembre 1978  |
| 5      | Raymond J. Healy e J. Francis McComas (curatori)                | Avventure nel tempo e nello spazio                        | Traduzione parziale dell'antologia Adventures in Time and Space (Random House, 1946), raccoglie tre romanzi brevi (su sette), ventidue racconti (su ventisei) e due articoli divulgativi composti fra la tarda epoca pulp e la piena età d'oro della fantascienza, dal 1934 al 1945. | Novembre 1979  |
| 6      | Sandro Pergameno (curatore)                                     | Robotica                                                  | Raccolta originale di testi su robot e cyborg, organizzati in base alla tematica fra racconti sociologici, post-apocalittici o transumanisti. Comprende trentotto racconti, quattro romanzi brevi e il romanzo Adam Link Robot di Eando Binder. | Novembre 1980  |
| 7      | Sandro Pergameno (curatore)                                     | Storie dello spazio interno                               | Raccolta originale di testi ambientati su tutti i pianeti del sistema solare, esclusa la Terra e inclusi la Luna, la Cintura di Asteroidi e un ipotetico decimo pianeta. Comprende un romanzo breve e ventisette racconti. | Novembre 1981  |
| 8      | Sandro Pergameno (curatore)                                     | Storie dello spazio esterno                               | Raccolta originale di testi sull'esplorazione spaziale, organizzati in base alla tematica fra racconti di viaggio astronautico, di primo contatto con extraterrestri, e di colonizzazione spaziale. Comprende due romanzi brevi e ventidue racconti. | Novembre 1982  |
| 9      | Sandro Pergameno (curatore)                                     | I mutanti                                                 | Raccolta originale di testi sulle mutazioni genetiche, organizzati in base alla tematica fra racconti supereroistici, orrorifici e post-apocalittici. Comprende ventuno racconti e cinque romanzi brevi. | Novembre 1983  |
| 10     | Sandro Pergameno (curatore)                                     | I Premi Hugo 1976-1983                                    | Raccolta originale delle opere insignite del Premio Hugo fra 1976 e 1983, comprende otto romanzi brevi e undici fra racconti lunghi e brevi. | Novembre 1984  |
| 11     | Sandro Pergameno (curatore)                                     | Fantasy                                                   | Raccolta originale di ventidue racconti di genere heroic fantasy e science fantasy, organizzati cronologicamente fra opere "classiche" (ottocentesche e di epoca pulp) e "moderne" (dagli anni Cinquanta in poi). | Novembre 1985  |
| 12     | Sandro Pergameno (curatore)                                     | I guerrieri delle galassie                                | Raccolta originale di diciannove racconti e tre romanzi brevi di genere space opera. | Novembre 1986  |
| 13     | Sandro Pergameno (curatore)                                     | Storie del Pianeta azzurro                                | Raccolta originale di diciassette racconti e cinque romanzi brevi ambientati sul pianeta Terra. | Novembre 1987  |
| 14     | Marion Zimmer Bradley (curatrice)                               | Storie Fantastiche di spade e magia                       | Omnibus integrale delle antologie Sword & Sorceress (DAW Books, 1984) e Sword & Sorceress II (DAW Books, 1985), comprende ventinove racconti e una poesia sword & sorcery d'impianto femminista. | Novembre 1988  |
| 15     | Robert E. Howard, L. Sprague de Camp e Lin Carter               | La Leggenda di Conan il Cimmero                           | Omnibus dei primi sei volumi della saga di Conan il Cimmero, nella versione rimaneggiata ed espansa da de Camp e Carter: 1. Conan!. Raccolta di sette racconti. 2. Conan di Cimmeria. Raccolta di otto racconti. 3. Conan il Pirata. Raccolta di cinque racconti. 4. Conan lo zingaro. Raccolta di un romanzo breve e quattro racconti. 5. Conan l'Avventuriero. Raccolta di un romanzo breve e tre racconti. 6. Conan il bucaniere. Romanzo "apocrifo" composto da de Camp e Carter. | Ottobre 1989   |
| 16     | Robert E. Howard, L. Sprague de Camp, Lin Carter e Björn Nyberg | Il Regno di Conan il Grande                               | Omnibus degli ultimi sei volumi della saga di Conan il Cimmero, nella versione rimaneggiata ed espansa da de Camp e Carter: 1. Conan il Guerriero. Raccolta di due romanzi brevi e un racconto. 2. Conan l'usurpatore. Raccolta di un romanzo breve e tre racconti. 3. Conan il conquistatore. Romanzo "canonico" composto da Howard. 4. Conan il vendicatore. Romanzo "apocrifo" composto da Nyberg e de Camp. 5. Conan di Aquilonia. Romanzo fix-up di quattro racconti "apocrifi" composti da de Camp e Carter. 6. Conan delle Isole. Romanzo "apocrifo" composto da de Camp e Carter. | Ottobre 1989   |
| 17     | Sandro Pergameno (curatore)                                     | Il senso del meraviglioso                                 | Raccolta originale di ventidue racconti e quattro romanzi brevi composti a cavallo fra l'epoca pulp e l'età d'oro della fantascienza, dal 1917 al 1950. | Ottobre 1989   |
| 18     | Marion Zimmer Bradley (curatrice)                               | Storie Fantastiche di draghi, maghi e cavalieri           | Omnibus integrale delle antologie Sword & Sorceress III (DAW Books, 1986) e Sword & Sorceress IV (DAW Books, 1987), comprende trentotto racconti sword & sorcery d'impianto femminista. | Ottobre 1990   |
| 19     | Jack Vance                                                      | I cinque re stellari                                      | Raccolta integrale del Ciclo dei Principi Demoni entro l'universo del Gaean Reach: 1. Il re stellare 2. La macchina per uccidere 3. Il palazzo dell'amore 4. La faccia 5. Il libro dei sogni | Settembre 1991 |
| 20     | Piergiorgio Nicolazzini (curatore)                              | I Premi Hugo 1984-1990                                    | Raccolta originale e completa delle opere insignite del Premio Hugo fra 1984 e 1991, comprende sette romanzi brevi e quattordici fra racconti lunghi e brevi. | Novembre 1991  |
| 21.1   | Philip José Farmer                                              | Riverworld. Il Mondo del Fiume. Libro Primo               | Omnibus dei primi tre romanzi del Ciclo del Mondo del Fiume: 1. Il fiume della vita 2. Alle sorgenti del fiume 3. Il grande disegno | Ottobre 1992   |
| 21.2   | Philip José Farmer                                              | Riverworld. Il Mondo del Fiume. Libro secondo             | Omnibus degli ultimi due romanzi del Ciclo del Mondo del Fiume: 1. Il labirinto magico 2. Gli dei del Fiume | Ottobre 1992   |
| 22     | Marion Zimmer Bradley (curatrice)                               | Storie Fantastiche di guerrieri e sortilegi               | Omnibus integrale delle antologie Sword & Sorceress V (DAW Books, 1988) e Sword & Sorceress VI (DAW Books, 1990), comprende quarantadue racconti sword & sorcery d'impianto femminista. | Novembre 1992  |
| 23     | Piergiorgio Nicolazzini (curatore)                              | I mondi del possibile                                     | Raccolta originale di diciotto racconti e due romanzi brevi di genere ucronico. | Novembre 1993  |
| 24     | Marion Zimmer Bradley (curatrice)                               | Storie Fantastiche di dame eroi e incantesimi             | Omnibus integrale delle antologie Sword & Sorceress VII (DAW Books, 1990) e Sword & Sorceress VIII (DAW Books, 1991), comprende quarantasette racconti sword & sorcery d'impianto femminista. | Ottobre 1994   |
| 25     | Piergiorgio Nicolazzini (curatore)                              | Cyberpunk                                                 | Raccolta originale di ventiquattro racconti e quattro romanzi brevi di genere cyberpunk. | Novembre 1994  |
| 26     | Michael Moorcock                                                | Elric di Melniboné                                        | Omnibus dell'esalogia principale di Elric di Melniboné entro il macro-ciclo del Campione Eterno: 1. Elric di Melniboné 2. Sui mari del fato 3. Il fato del lupo bianco 4. La torre che svaniva 5. La maledizione della spada nera 6. Tempestosa | Ottobre 1995   |
| 27     | Piergiorgio Nicolazzini (curatore)                              | I Premi Hugo 1991-1994                                    | Raccolta originale di quasi tutte le opere insignite del Premio Hugo fra 1991 e 1994, comprende quattro romanzi brevi e sette fra racconti lunghi e brevi. | Novembre 1995  |
| 28     | Greg Bear e Martin H. Greenberg (curatori)                      | Nuove leggende del futuro                                 | Traduzione integrale dell'antologia New Legends (Tor Books, 1996), raccoglie quindici racconti e un romanzo breve pubblicati nel 1995. | Ottobre 1996   |
| 29     | Piergiorgio Nicolazzini (curatore)                              | Quando gli alieni invasero la Terra                       | Raccolta originale di sedici racconti e due romanzi brevi di invasione extraterrestre. | Novembre 1996  |
| 30     | Harry Harrison                                                  | Il libro degli Yilanè                                     | Raccolta integrale del Ciclo degli Ylainè: 1. L'era degli Yilanè 2. Il nemico degli Yilanè 3. Scontro finale | Ottobre 1997   |
| 31     | Piergiorgio Nicolazzini (curatore)                              | L'uomo duplicato                                          | Raccolta originale di diciassette racconti e due romanzi brevi sulla clonazione. | Novembre 1997  |
| 32     | Martin H. Greenberg e Larry Segriff (curatori)                  | Primo contatto                                            | Traduzione integrale dell'antologia First Contact (DAW Books, 1997), raccoglie diciannove racconti di primo contatto con extraterrestri. | Ottobre 1998   |
| 33     | Piergiorgio Nicolazzini (curatore)                              | I Premi Hugo 1995-1998                                    | Raccolta originale di tutte le opere insignite del Premio Hugo fra 1995 e 1998, comprende quattro romanzi brevi e otto fra racconti lunghi e brevi. | Novembre 1999  |
| 34     | AA. VV.                                                         | I Premi Hugo 1999-2001                                    | Raccolta originale di tutte le opere insignite del Premio Hugo fra 1999 e 2001, comprende tre romanzi brevi e sei fra racconti lunghi e brevi. | Novembre 2002  |